# Marthanella
Marthanella är ett släkte av svampar. Marthanella ingår i ordningen Boletales, klassen Agaricomycetes, divisionen basidiesvampar och riket svampar.
|             | Serpulaceae                            |
|             |                                        |
|             | Sclerogastraceae                       |
|             |                                        |
|             | Sclerodermataceae                      |
|             |                                        |
|             | Rhizopogonaceae                        |
|             |                                        |
|             | Protogastraceae                        |
|             |                                        |
|             | Paxillaceae                            |
|             |                                        |
|             | Hygrophoropsidaceae                    |
|             |                                        |
|             | Gyroporaceae                           |
|             |                                        |
|             | Gomphidiaceae                          |
|             |                                        |
|             | Gastrosporiaceae                       |
|             |                                        |
|             | Gasterellaceae                         |
|             |                                        |
|             | Diplocystidiaceae                      |
|             |                                        |
|             | Coniophoraceae                         |
|             |                                        |
|             | Boletinellaceae                        |
|             |                                        |
|             | Boletaceae                             |
|             |                                        |
|             | Amylocorticiaceae                      |
|             |                                        |
|             | Calostomataceae                        |
|             |                                        |
|             | Suillaceae                             |
|             |                                        |
|             | Tapinellaceae                          |
|             |                                        |
| Marthanella | \| \| Marthanella nidulosa \| \| \| \| |
|             | \| \| Marthanella nidulosa \| \| \| \| |
|             | Corneromyces                           |
|             |                                        |
|             | Corditubera                            |
|             |                                        |
|             | Jaapia                                 |
|             |                                        |
|             | Phaeoradulum                           |
|             |                                        |
|             | Coniophoropsis                         |
|             |                                        |
|             | Marthanella nidulosa                   |
|             |                                        |

|  | Marthanella nidulosa |
|  |                      |